# Neurolyga pritchardi
Neurolyga pritchardi är en tvåvingeart som beskrevs av Jaschhof 1997. Neurolyga pritchardi ingår i släktet Neurolyga och familjen gallmyggor. Inga underarter finns listade i Catalogue of Life.